# Iais singaporensis
Iais singaporensis là một loài chân đều trong họ Janiridae. Loài này được Menzies & Barnard miêu tả khoa học năm 1951.